# Cimetière militaire de Sébastopol

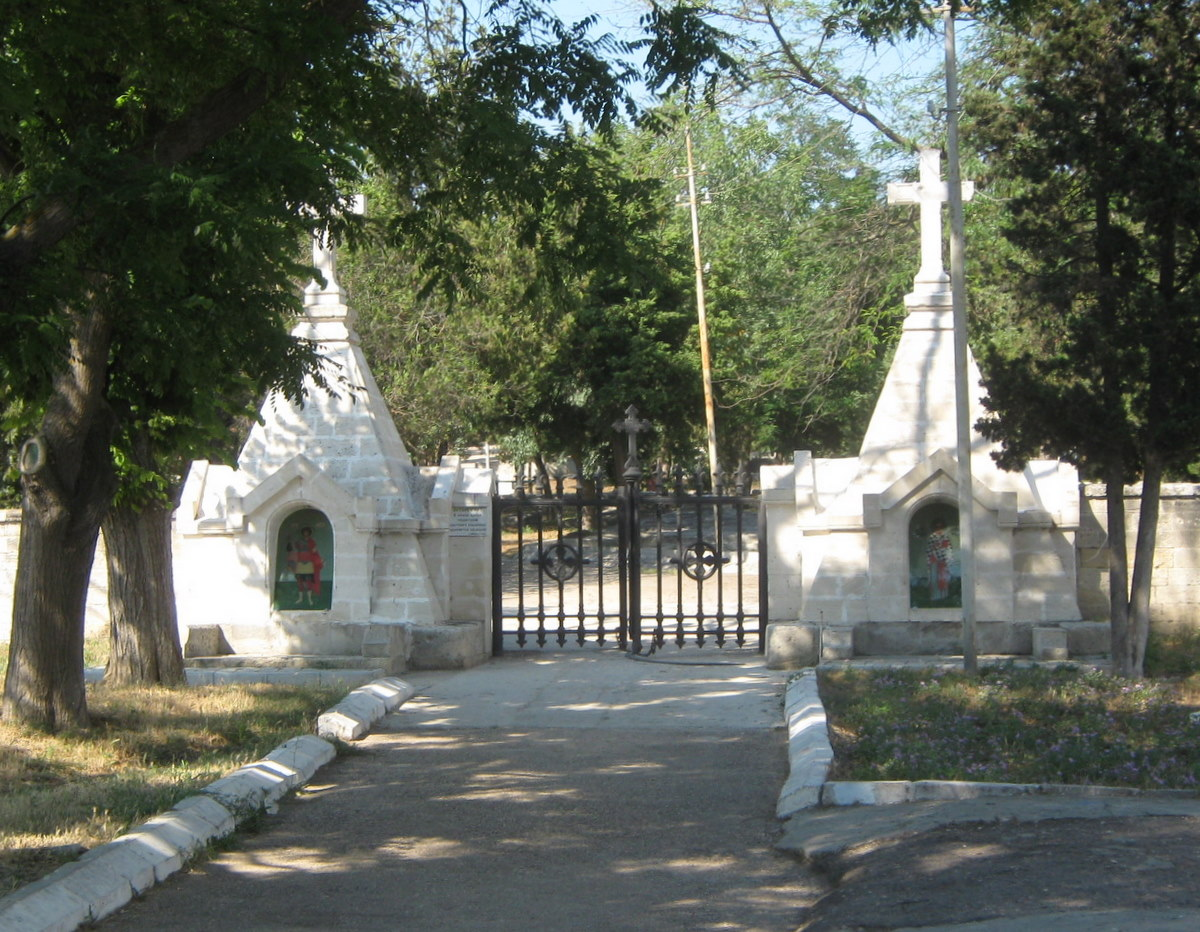
Entrée du cimetière.

Le cimetière militaire de Sébastopol (ou cimetière fraternel ; Братское кладбище) est un cimetière militaire russe situé à Sébastopol en Crimée. Il abrite les sépultures de soldats et marins de l'Armée impériale russe tombés pendant la guerre de Crimée et la Première Guerre mondiale ; et de soldats et marins de l'Armée rouge ayant parti à la Grande Guerre patriotique (1941-1945). Il se trouve sur la pente sud de la colline au nord de la ville portuaire de Sébastopol. Il compte 472 tombes collectives où se trouvent, dans chacune d’elles, des centaines de soldats anonymes, et 130 tombes individuelles d'officiers et de généraux. Des anciens combattants du siège de Sébastopol, au nombre desquels des généraux, amiraux et officiers morts plus tard y sont également enterrés. Sur le point culminant de ce cimetière militaire, on a installé les sépultures des marins morts pendant le naufrage, dans la baie de Sébastopol, du navire de guerre cuirassé Novorossiïsk en 1955. Cette tragédie a été gardée secrète jusqu'en 1988, et c'est au bout de longues années qu'a été érigé un monument mémoriel avec les noms des naufragés, intitulé La Patrie à ses fils.
Au cours de la première défense de Sébastopol (1854-1855), la plupart des tués ont été inhumés vers le côté nord, où à la fin de septembre 1854 et sous la direction du chef de la défense, le vice-amiral Kornilov, trois cimetières ont été ouverts près de la fortification nord. Ces cimetières avaient des sections où marins, sapeurs, artilleurs, fantassins étaient enterrés régiment par régiment. Par la suite, ces trois cimetières ont été agrandis et ont commencé à être perçus comme un seul cimetière, appelé d'abord cimetière Saints-Pierre-et-Paul ; plus tard, le général Édouard Totleben (qui y est enterré) lui a donné le nom de cimetière militaire, précisément cimetière fraternel (c'est ainsi que les soldats sont appelés couramment).
Le cimetière est entouré d'un mur d'enceinte fait de pierre de Crimée. Sur la hauteur envahie d'une végétation dense se trouve l'église Saint-Nicolas en forme pyramidale et surmontée d'une croix. Elle a été rendue au culte en 1989.
Parmi les monuments du cimetière, on peut distinguer le monument aux combattants du régiment d'infanterie de Volhynie.

## Illustrations

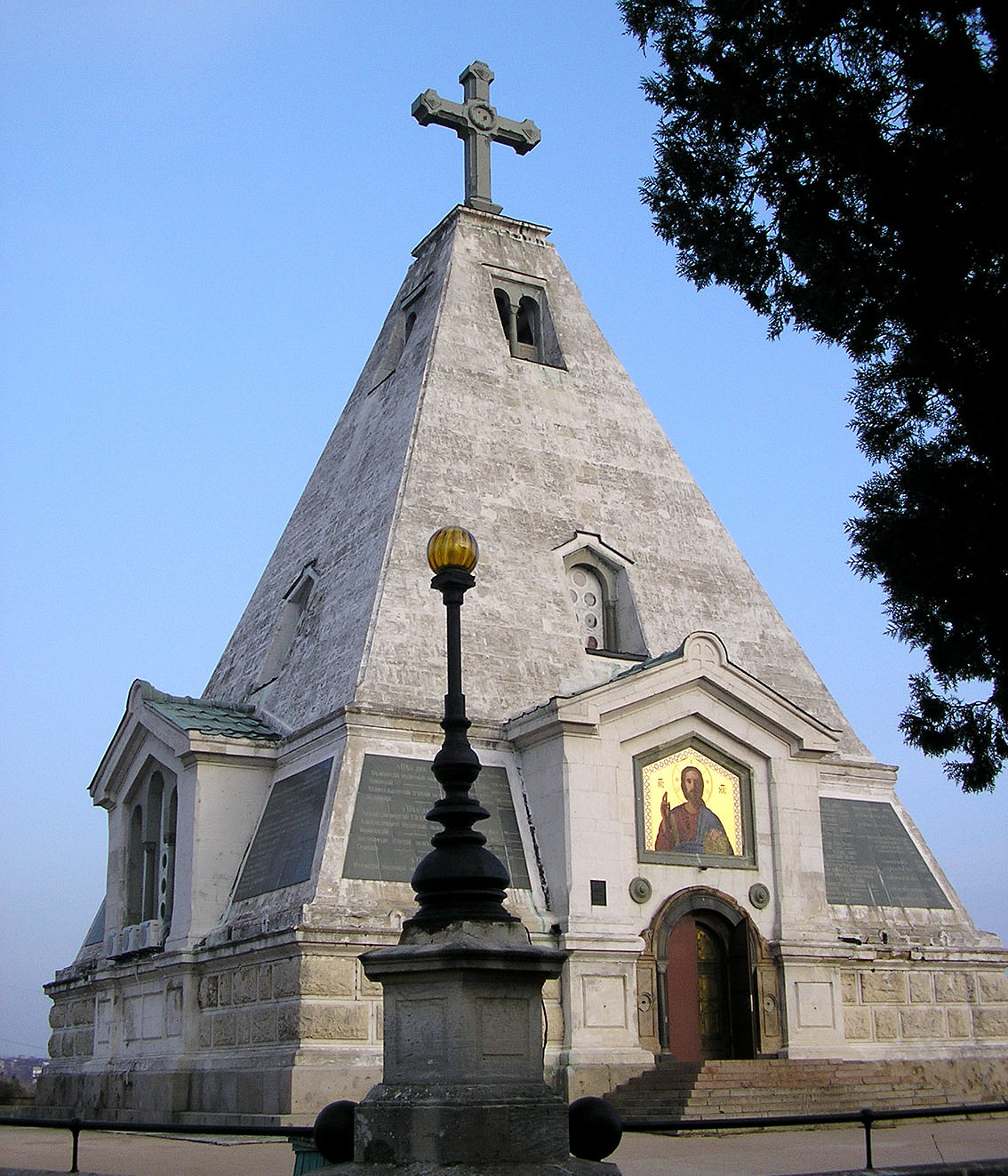
Église Saint-Nicolas de Sébastopol.
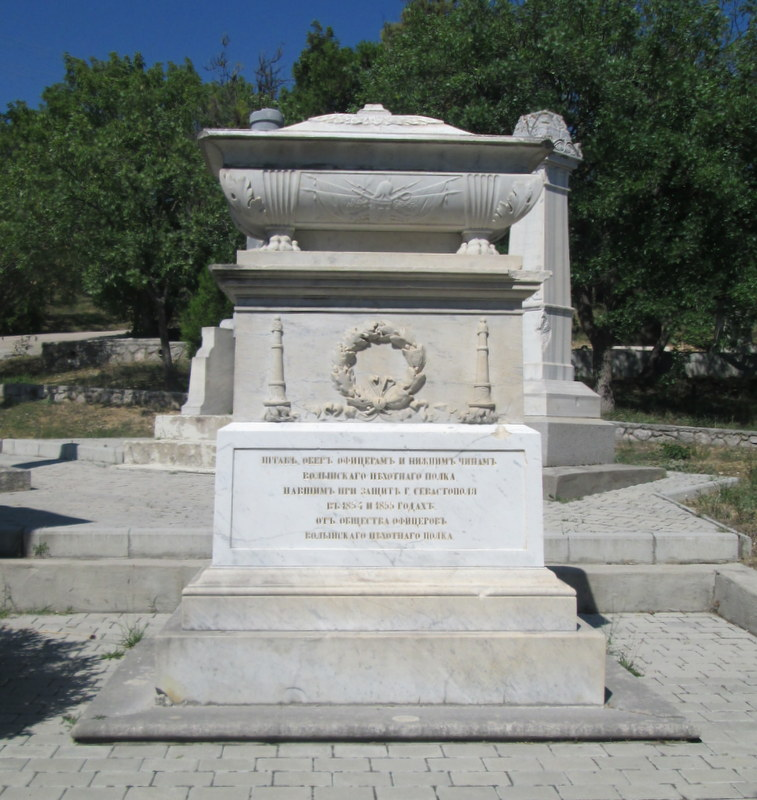
Monument des combattants du régiment d'infanterie de Volhynie.
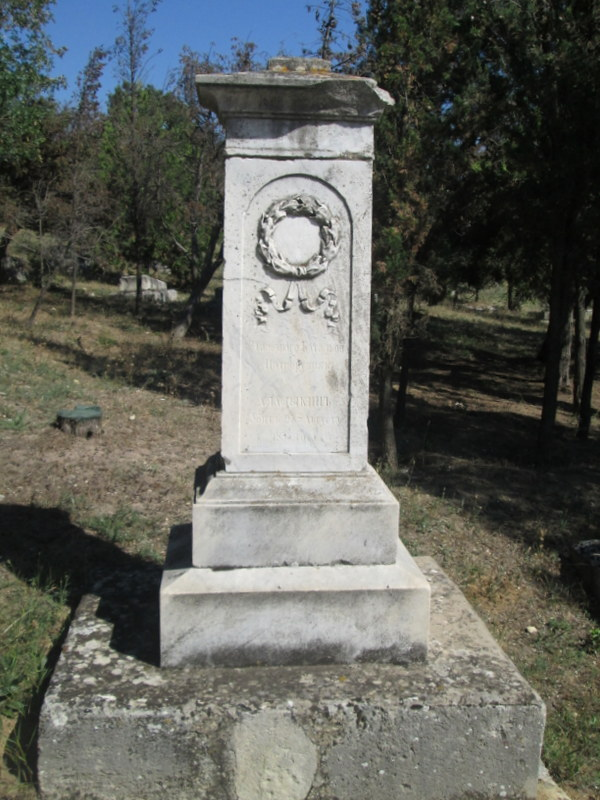
Tombe du sous-lieutenant Alalikine, tombé pendant le siège de Sébastopol en 1854
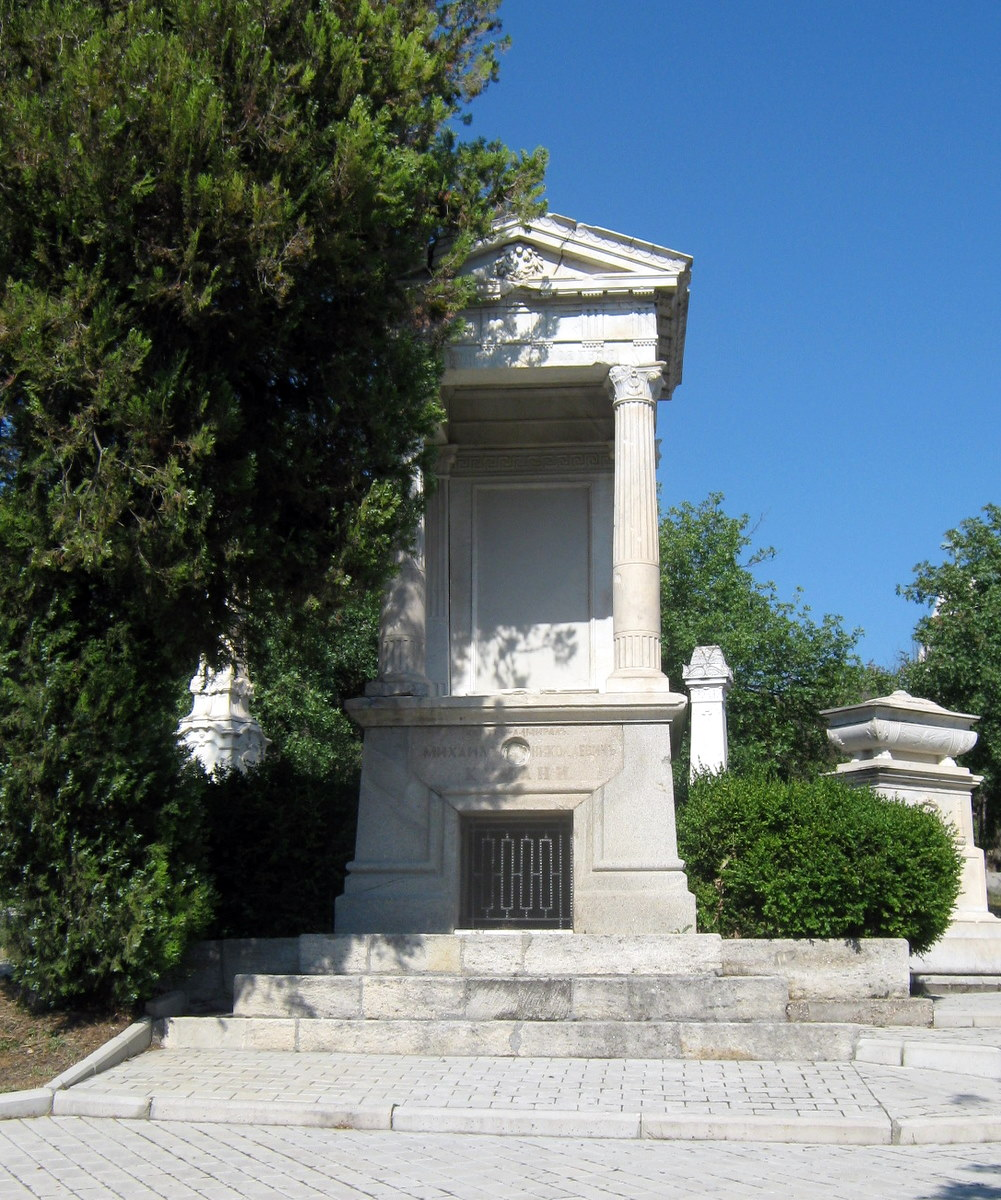
Sépulture de l'amiral Mikhaïl Nikolaïevitch Kymani
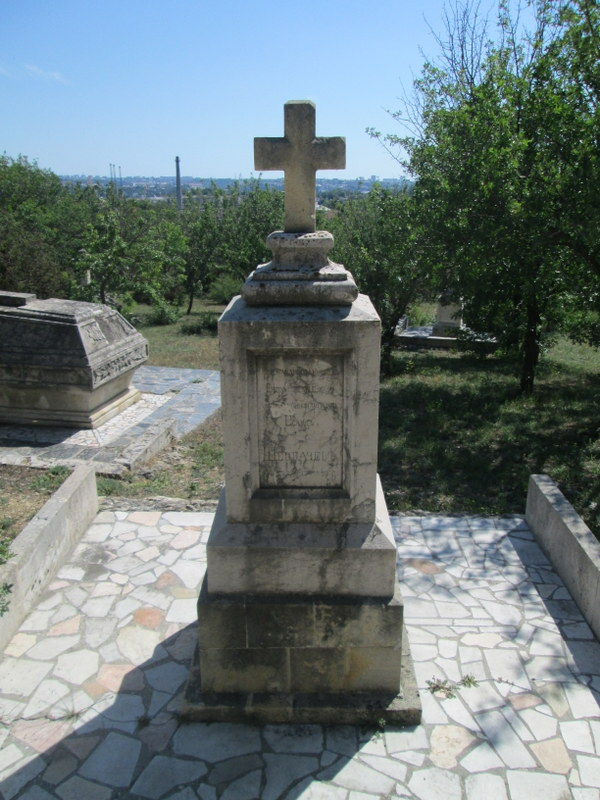
Tombe de M.O. Chtcherbatov, du régiment d'artillerie du Don
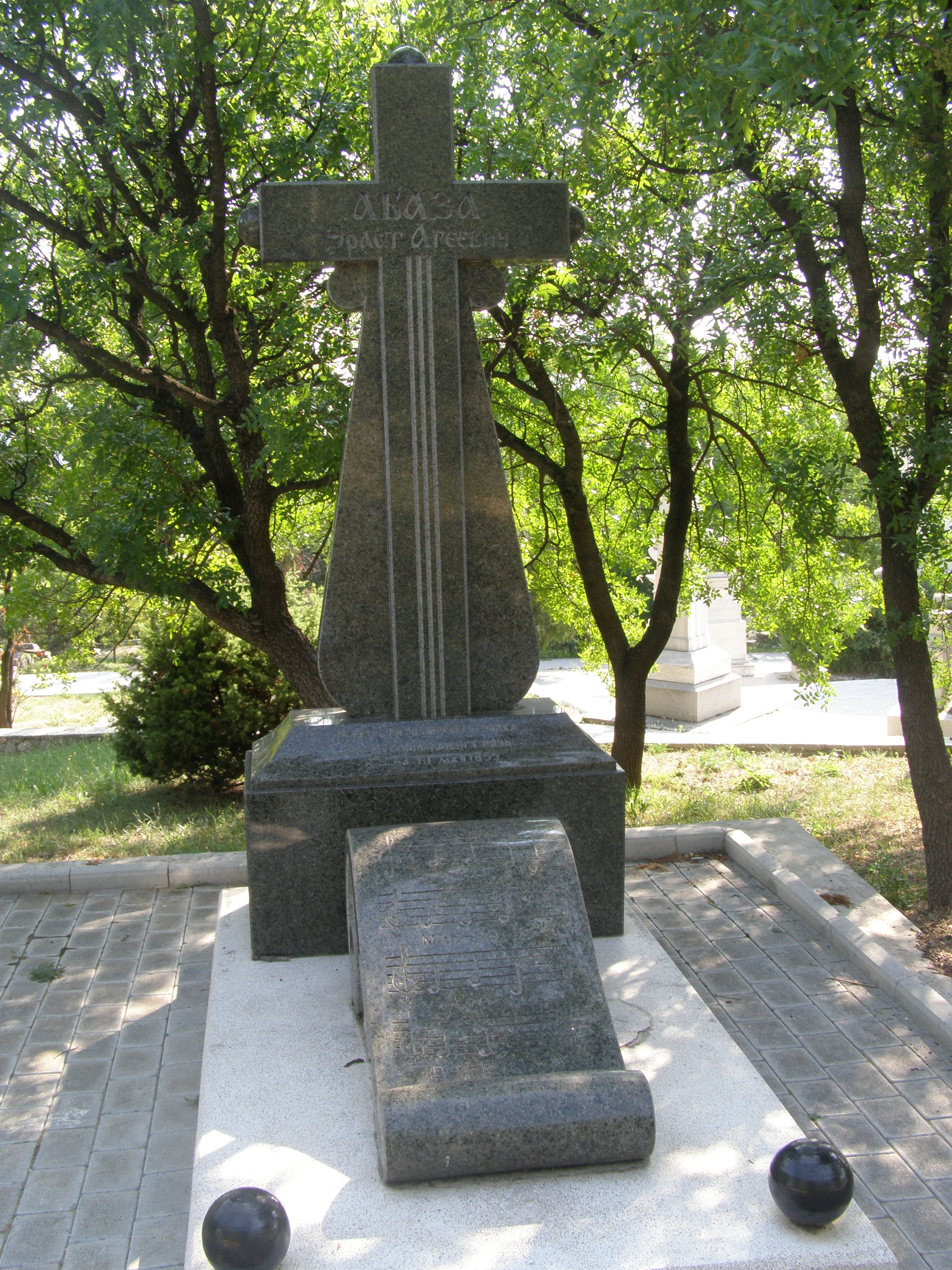
Tombe d'Éraste Abaza mort en 1855
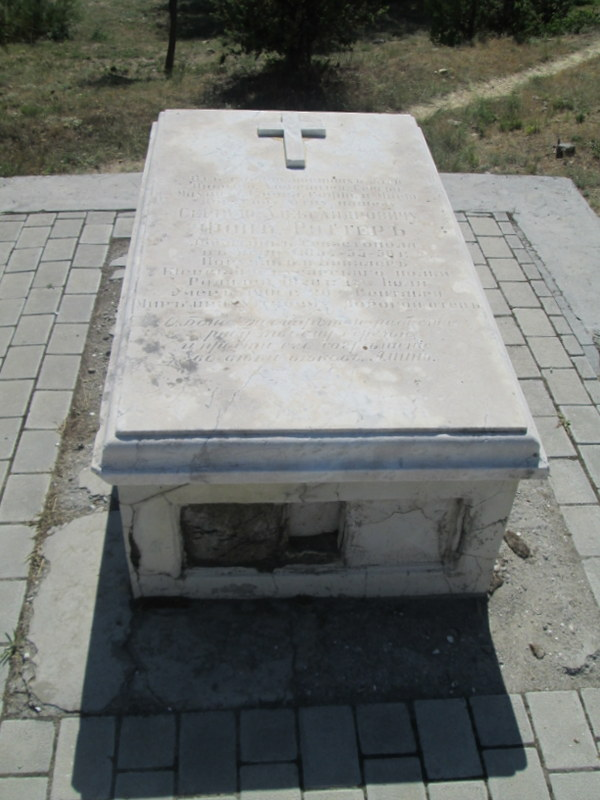
Tombe du lieutenant von Ritter (défenseur de Sébastopol en 1854-1855) mort en 1901
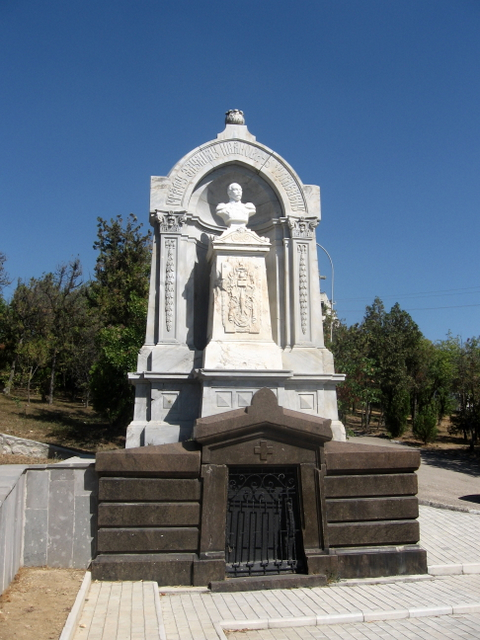
Tombe du comte Totleben
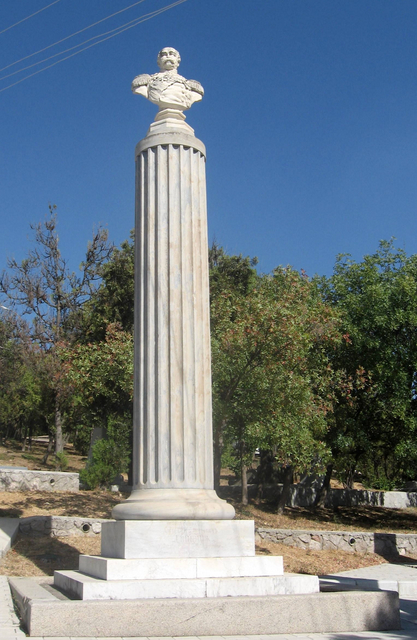
Tombe avec buste de l'amiral Kislinsky
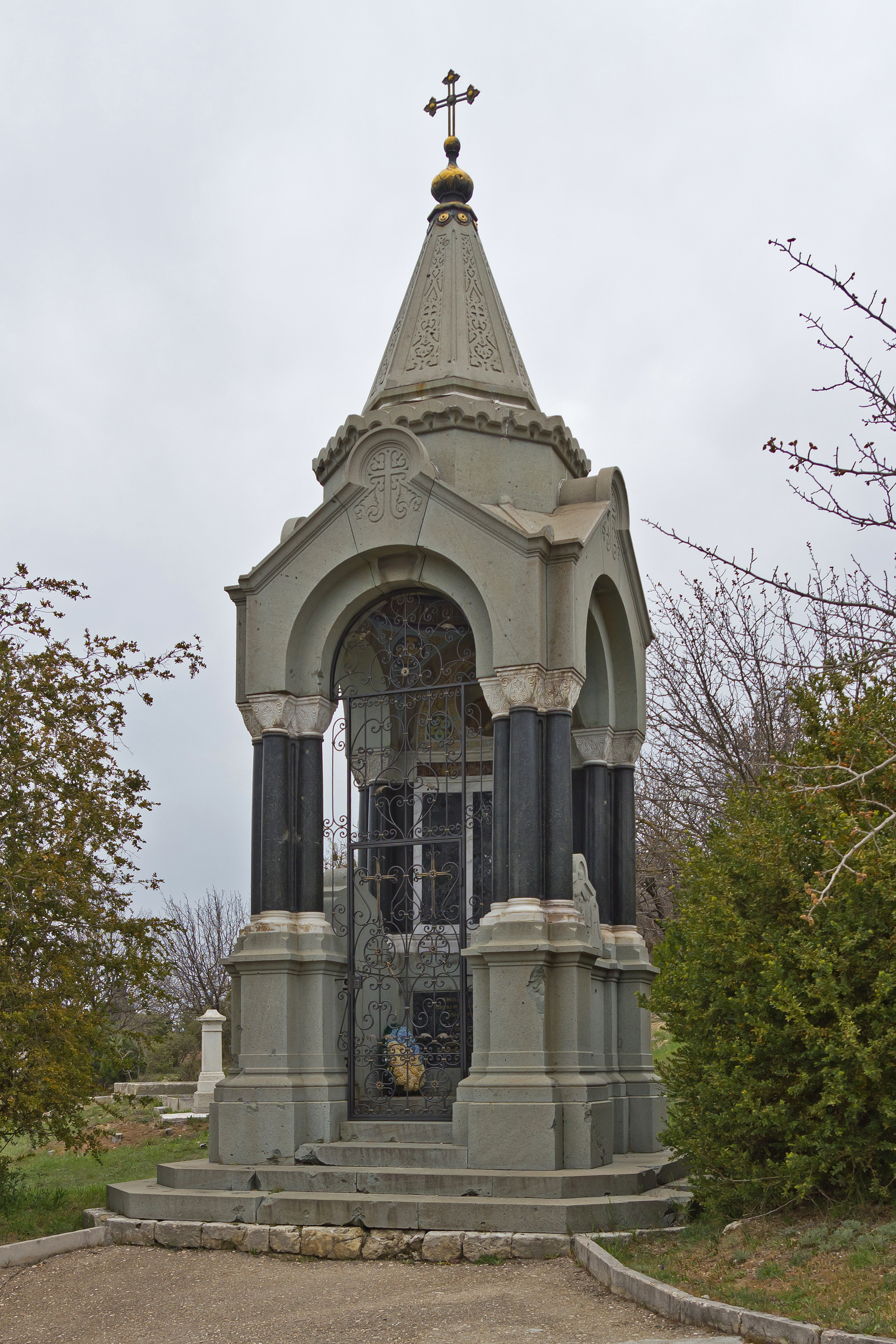
Tombe du prince Gortchakov (1793-1861)

## Source de la traduction
- (ru) Cet article est partiellement ou en totalité issu de l’article de Wikipédia en russe intitulé « Братское кладбище (Севастополь) » (voir la liste des auteurs).